# Alfred Schuler

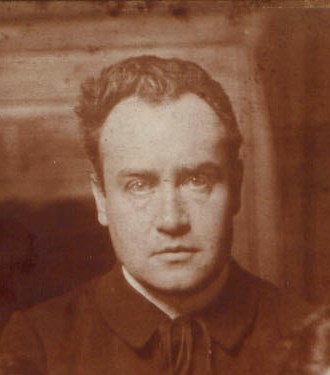
Alfred Schuler (1902)

Alfred Schuler (* 22. November 1865 in Mainz; † 8. April 1923 in München) wird als Seher, Religionsstifter, Gnostiker, Mystagoge und Visionär charakterisiert. Sich selbst verstand Schuler als einen wiedergeborenen Römer der späten Kaiserzeit. Schuler, der einen gnostizierenden Neopaganismus vertrat, war spiritueller Mittelpunkt der Kosmiker und Ideengeber für Stefan George und Ludwig Klages. Ohne zu Lebzeiten ein Buch veröffentlicht zu haben, erzielte er eine große Breitenwirkung.

## Leben
Alfred Schuler wurde 1865 in Mainz geboren. Für seine Wiedergeburt in die ihm nicht behagende Zeit machte Schuler einen bösartigen Dämon verantwortlich. In München begann Schuler ein Studium der Rechtswissenschaften und der Archäologie. Er brach dieses aber nach kurzer Zeit wieder ab und sah in den Archäologen fortan „Grabschänder, die dem Boden entrissen, was ‚heilig‘ begraben sei und aus der Dunkelheit mächtiger strahlend auf das Leben wirke als in musealer Stickluft“. Nach seinem Studium lebte Schuler als Privatgelehrter in München, das er nur noch zu kürzeren Reisen verließ.
Schuler führte ab 1899 mehrere Jahre einen Briefverkehr mit Papus, den er als „Herr und Meister“ anredete. In Schulers Nachlassmaterial befand sich eine an die Bibelexegese der schlangenverehrenden Ophiten anknüpfende gnostische Abhandlung über einen allwissenden Meister in Schlangengestalt. Baal Müller stellt fest, dass Schulers Gnosis-Kenntnisse überwiegend aus Papus' Grünen Heften stammten, die zu wesentlichen Teilen Material der Hochgradfreimaurerei und der Theosophie Blavatskys enthielten, und die er mitunter wörtlich zitierte. Der Freimaurerei stand Schuler jedoch eher feindlich gegenüber.

## „Blutleuchte“ und „Kosmischer Kreis“

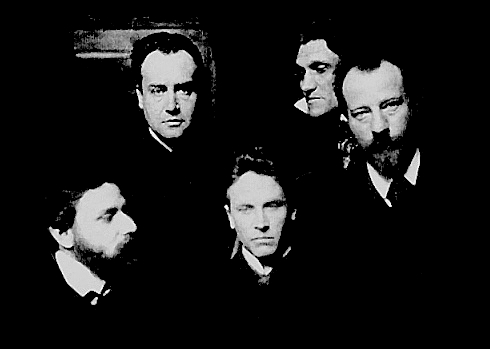
Die Kosmiker v. l. n. r.: Karl Wolfskehl, Alfred Schuler, Ludwig Klages, Stefan George, Albert Verwey

Um die Jahrhundertwende bildete der Münchener Stadtteil Schwabing eine Art Zentrum verschiedener antibürgerlicher und zum Teil ins Okkulte gehender Strömungen (Schwabinger Bohème), zu denen auch der geheimnisvolle Mysterienkult der Blutleuchte gehörte. Dieser Personenkreis um Karl Wolfskehl, Alfred Schuler und Ludwig Klages entwickelte eine Lehre, die das Abendland von Anbeginn an als eine durch Verfall und Niedergang gekennzeichnete Epoche betrachtete. Als treibende Kraft dieses Verrats an den Ur-Kräften des Lebens erblickte man das Christentum und die mit diesem einhergehende Rationalisierung und Entmythologisierung. Einen Ausweg aus diesem trostlosen Zeitalter könne nur durch eine Rückkehr zu den heidnischen Ursprüngen gefunden werden. Deren Definition war in diesem Kreis allerdings nicht so einheitlich, wie es nach außen erschien.
Als führende Köpfe dieses Kreises dürfen in erster Linie Alfred Schuler und dessen Freund Ludwig Klages betrachtet werden, den Schuler 1893 kennenlernte. Die „Blutleuchte“ begründete Schuler zusammen mit Klages und einigen wenigen weiteren sogenannten Eingeweihten, wie z. B. Ludwig Derleth und dem Dichter Karl Wolfskehl, über den letztlich auch der erste Kontakt mit dem George-Kreis entstand.
Wie schon der Name „Blutleuchte“ anzeigt, nahmen die Begriffe „Blut“ und „Licht“ einen zentralen Rang ein. Mit dem stetigen Absinken des Blutes, verstanden als heiliges Lebenselixier und metaphysische Seelensubstanz, versank auch das „wahre“ Leben mehr und mehr. Dieses Blut galt es wieder zur einstigen strahlenden Leuchtkraft heraufzuführen, wie sie in den heidnischen, vorzeitlichen Jahrtausenden und zum Teil auch noch in der Antike gesehen wurde. Im Zeichen der Blutleuchte und der sie versinnbildlichenden Swastika sollte das Heil zurückgewonnen werden.
Von einigen Wenigen, in denen noch das unverdorbene Blut wirkmächtig sei (zu denen sie sich auch selbst zählten), erhofften sie die angestrebte Umkehr. Diese wenigen Menschen, die „Neueinkörperung von unerloschenen Funken ferner Vergangenheiten“ (Ludwig Klages), sollten die Grundenergien der „kosmischen Weltenwende“ darstellen. Die Praktiken des „Blutleuchte“-Kultes waren eine Art Symbiose von Heidentum und Herrentum zur Neugeburt verlorenen Menschentums.
Gedrängt durch Ludwig Klages hielt Schuler 1915 drei Vorträge Über die biologische Voraussetzungen des Imperium Romanum. Unter den Zuhörern war auch Rainer Maria Rilke, der von der ihm bisher unbekannten Persönlichkeit Schulers tief beeindruckt war. So entstand zwischen Schuler und Rilke ein persönlicher Kontakt. Rilkes Frau, die Bildhauerin Clara Rilke, schuf von Schuler eine Büste. Im August 1915 flüchtete Ludwig Klages in die Schweiz. Maria Gundrum reiste ihm im Dezember 1916 anstelle Schulers nach, um für Schuler den so notwendigen „Zusammenhang“ zwischen ihm und Klages herzustellen. 1923 starb Schuler in München an den Folgen einer Darmoperation in den Armen seines anthroposophischen Freundes Hans Hasso von Veltheim.

## Wirkung
Der Einfluss des „Kosmischen Kreises“ im George-Kreis auf George selbst wird u. a. dadurch offenbar, dass George damit begann, die Swastika für aus dem Kreis hervorgegangene Publikationen, wie die „Blätter für die Kunst“, zu verwenden. In seiner Schrift „Der siebente Ring“ und späteren Werken ist der „kosmische“ Einfluss ebenfalls spürbar. Trotz der auch später feststellbaren Auswirkungen kam es nach einiger Zeit zum Bruch, so dass der „Kosmische Kreis“ im George-Kreis nur eine zeitweilige Erscheinung blieb.
Seit der Jahrhundertwende unterhielt Schuler Kontakte zu Okkultisten wie Papus, später nahm er an spiritistischen Séancen bei Albert von Schrenck-Notzing teil.
Schuler unterhielt eine umfassende Vortragstätigkeit über altheidnische Mysterien. Zwischen 1915 und 1923 hielt er im Salon Elsa Bruckmanns seine mehrfach wiederholten Reden „Vom Wesen der Ewigen Stadt“ (Rom), zu deren Hörern auch Rilke und Felix Noeggerath gehörte.

## Forschung
Die Forschung über Schuler widmete sich in einem Schwerpunkt der Frage nach Schulers Vorbildwirkung für den Nationalsozialismus. Die Debatte entzündete sich, neben Schulers Antijudaismus und seiner Verwendung der Swastika, vor allem an der von Robert Boehringer zeitweise vertretenen These von einem Zusammentreffen Schulers mit dem jungen Hitler im Salon Bruckmann.
In jüngster Zeit fand verstärkt auch der literaturgeschichtliche Einfluss Beachtung. So wird Schuler heute auch als eigenständiger Dichter und Wegbereiter einer experimentellen literarischen Moderne angesehen.

## Schuler über sich selbst
„Mein frühestes Bewußtsein umschloß mich gleich Waenden und Feuerschein. Eine schwebende Scharlachzelle in schwimmender Finsternis. Aller Gefühle Eins empfand ich diese Röte. Eine schmerzentzückte / unaussprechliche Süße. Und jedes Einzelne der Dinge / das in den Dunstkreis dieses Lichtes stieß / wandelte sich in eigenster Verklaerung. Der Zeiten und Extreme Innerstes schien hier zusammengeronnen __ ein Tropfen essentiellen Seins __ um gaehrend ein Fernstes / Fremdestes zu gebaeren / wofür Welt und Stern verschliffene Worte sind. Durch meines Vaters reiche Seele genaehrt / im Schutz seiner Würde und Stellung stieg es wie Rauchsaeulen inmitten aeherner Becken und fast unbeschadet durchglitt ich Schule und Unterricht. Wundersam draengten aus dem Erdreich meiner Heimat / der Rheinlande / gleich goldenen Ölen die Saefte um mich / derer ich bedurfte. In der Feuchte duftender Urnen erstarkt / zwischen buntgescheibten Mörtelresten und geborstnen Mosaiken drangen meine Wurzeln in Vulkane hinab / die noch niemand kennt / und alles Vergangene und Künftige / die ganze Katakombenwelt der Gegenwart schoß mir in diese eine Sonne __ Roma.“

## Zeitgenössische Äußerungen über Schuler

### Stefan George
A.S.
So war sie wirklich diese runde? Da die fackeln
Die bleichen angesichter hellten, dämpfe stiegen
Aus schalen um den götterknaben und mit deinen worten
In wahneswelten grellgerötet uns erhoben?
Dass wir der sinne kaum mehr mächtig, wie vergiftet
Nach schlimmem prunkmahl taglang uns nicht fassten,
Stets um die stirn noch rosen brennen fühlten, leidend
Für neugierblicke in die pracht verhängter himmel.

### Rainer M. Rilke
„Stellen Sie sich vor, daß ein Mensch, von einer intuitiven Einsicht ins alte kaiserliche Rom her, eine Welterklärung zu geben unternahm, welche die Toten als die eigentlich Seienden, das Toten-Reich als ein einziges unerhörtes Dasein, unsere kleine Lebensfrist aber als eine Art Ausnahme davon darstellte: dies alles gestützt durch eine unermeßliche Belesenheit von einem solchen Gefälle innerer Überzeugung und Erlebung, daß der Sinn unvordenklicher Mythen, gelöst, in dieses Redebett herbeizustürzen schien, den Sinn und Eigensinn des seltsamen Sonderlings auf seiner großen Strömung tragend.“

### Ludwig Klages
„… der weitaus Wissendste um die Geheimnisse des Altertums …“

### Karl Wolfskehl
„Schulers Gestalt besteht in ihrer ganzen mythischen Wirklichkeit fort, in ihrer Fülle, ihrer Größe.“

## Schriften
- Dichtungen. Meisterschule für Deutschlands Buchdrucker, München 1930.
- Fragmente und Vorträge aus dem Nachlaß. Mit Einführung von Ludwig Klages. Johann Ambrosius Barth, Leipzig 1940.
- Gesammelte Werke. Herausgegeben, kommentiert und eingeleitet von Baal Müller. Telesma, München 2007, ISBN 3-9810057-4-0